# Yomawari: Midnight Shadows
Yomawari: Midnight Shadows (jap. Originaltitel: 深夜廻) ist ein Survival-Horror-Spiel des japanischen Entwicklers und Publishers Nippon Ichi Software. Als Nachfolger zu Yomawari: Night Alone erschien es 2017 für PlayStation 4 und PlayStation Vita, später folgten Veröffentlichung für Microsoft Windows, Android und iOS. Zusammen mit seinem Vorgänger erschien es außerdem als Teil der Spielesammlung Yomawari: The Long Night Collection 2018 auch für Nintendo Switch. 2022 kam mit Yomawari: Lost in the Dark ein Nachfolger auf den Markt. 

## Spielbeschreibung
Der zweite Teil erzählt eine eigenständige Geschichte um die Mädchen Yui und Haru, die sich nach einem Feuerwerk-Festival in den Bergen auf dem Weg nach Hause verirren. In einer unheimlichen Stadt werden sie getrennt und der Spieler wechselt im Verlauf der Handlung abschnittsweise zwischen den beiden Mädchen hin und her. Das Spielprinzip des Vorgängers wurde beibehalten. Die wehrlosen Mädchen müssen im Licht der Taschenlampe die dunkle Stadt erkunden, während sie Schatten und geisterhaften Erscheinungen aus dem Weg gehen müssen. Dabei signalisiert die Herzschlagfrequenz die Nähe eines bedrohlichen Wesens. Im Taschenlampenlicht können die Mädchen hilfreiche Gegenstände und Objekte entdecken, die ihnen beim Vorankommen in Form kleinerer Umgebungsrätsel behilflich sind. Einige Gegenstände im Verlauf verbessern auch die Eigenschaften der Mädchen, beispielsweise die Ausdauer oder die Renngeschwindigkeit.

## Veröffentlichung
Midnight Shadows wurde im April 2017 für PlayStation 4 und Vita mit einem Veröffentlichungsdatum in Japan am 24. August angekündigt. Für die westlichen Märkte wurde der Start nur wenig später, im Oktober 2017, angekündigt. Zusammen mit dem Vorgänger Night Alone wurde es 2018 als Bundle unter dem Titel Yomawari: The Long Night Collection für Nintendo Switch angekündigt. In Japan erschien im August 2019 eine Version für Android- und iOS-Smartphones.

## Rezeption
Das Spiel erhielt zumeist positive Wertungen.

„Trotz niedlichster Iso-Grafik ist das zweite Yomawari ein unheimliches, verstörendes und auch oft ziemlich trauriges Grusel-Erlebnis. Anstatt Euch mit digitalen Gedärmen zu ekeln, verstört Euch Yomawari mit seiner großartigen Soundkulisse und entführt Euch innerhalb kürzester Zeit in eine schwüle Sommernacht irgendwo im ländlichen Japan. Klug eingesetzte Schockeffekte tragen dabei noch zur generellen Verunsicherung bei, so ist das Gesamterlebnis noch ein Stück durchdachter und polierter als beim Vorgänger.“

“An even better game than the original, whose innocuous visuals hide a tense and unpredictable survival horror of surprising potency.”

„Ein noch besseres Spiel als das Original, hinter dessen harmloser Optik sich ein spannendes und unvorhersehbares Survival-Horror-Spiel von überraschender Kraft verbirgt.“

Die PS4- und die Vita-Version stiegen Ende August 2017 auf Platz 8 (PS Vita, 8,255 Kopien) und Platz 9 (PS4, 8.066 Kopien) der japanischen Gesamtverkaufscharts ein. Die Vita-Verkaufszahlen stiegen in der Folgewoche auf 11.902 Einheiten (Platz 19), die PS4-Version konnte sich mit 16.011 Einheiten (Platz 14) eine Woche länger halten. Die Gesamtverkäufe der Reihe überstiegen nach Angaben von NIS im September 2017 die Marke von 100.000 Kopien. Im Dezember 2021 wurde eine Fortsetzung angekündigt. Diese kam 2022 als Yomawari: Lost in the Dark auf den Markt.